# Чернохвостая сумчатая куница
Чернохвостая сумчатая куница, или сумчатая куница Жоффруа (лат. Dasyurus geoffroii) — вид из рода полосатых сумчатых куниц семейства хищные сумчатые. Видовое название дано в честь французского зоолога Этьена Жоффруа Сент-Илера (1772—1844). Эндемик Австралии.

## Распространение
Чернохвостая сумчатая куница, в прошлом представленная двумя подвидами, населяла 70 % австралийской территории, встречаясь в каждом из австралийских континентальных штатов и в Северной территории. Вымерший подвид лат. D. g. geoffroii известен по найденным экземплярам из района города Пик-Даунс в восточной части Квинсленда, равнины Ливерпул в Новом Южном Уэльсе и города Милдьюра в Новом Южном Уэльсе. Западный подвид, лат. D. g. fortis, в настоящее время ограничен юго-западной частью австралийского штата Западная Австралия.
Естественная среда обитания — пустыни, луга, местности, покрытые кустарником, склерофитовые леса, прибрежные районы.

## Внешний вид
Между самцами и самками существует половой диморфизм. Вес взрослого самца колеблется от 0,7 до 2 кг, самки — от 0,6 до 1,12 кг. Длина тела с головой у самца варьирует от 310 до 400 мм, у самки — от 260 до 360 мм. Длина хвоста у самца — от 250 до 350 мм, у самки — от 210 до 310 мм. Волосяной покров мягкий. Спина и бока коричневого или чёрного цвета, с многочисленными белыми пятнами неправильной формы. Брюхо — кремово-белое. Морда вытянутая, заострённая, покрыта более бледным волосяным покровом. Уши крупные, округлые, с белыми ободками. Глаза большие. Уши округлые. Лапы укороченные В отличие от крапчатой сумчатой куницы имеет первый палец на задней конечности, а также зернистые подошвенные подушечки.

## Образ жизни
Ведут наземный образ жизни, хотя с лёгкостью могут лазить по деревьям. Живут в норах, иногда в гнёздах других животных (или даже птиц) или в дуплах деревьев. Самки самостоятельно выкапывают норы, чтобы дать потомство. Главный туннель норы ведет в часть, предназначенную для детёнышей и залегающую на глубине почти 1 м. Активность приходится на ночь, день проводится в своих норах. Ведут одиночный образ жизни. Самки с самками встречаются только в период размножения. Рацион разнообразен, включает в себя насекомых, мелких позвоночных, растения. В засушливых районах питаются мелкими позвоночными, размеры которых сопоставимы с кроликами, а также ящерицами, лягушками и беспозвоночными.

## Размножение
Выводковая сумка развивается только в период размножения, открывается назад. Период размножения длится с мая по июль. Пик приходится на июнь. Беременность короткая, длится в среднем 16 дней. В год на свет появляется от 2 до 6 детёнышей (иногда рождается больше детёнышей, чем количество сосков у матери). Молодняк отлучается от груди примерно через 158 дней. Вес при рождении — всего 0,011 г. Половая зрелость наступает примерно через 365 дней. Максимальная продолжительность жизни в неволе — 6,2 лет. В естественной среде обитания продолжительность жизни колеблется от 2 до 5 лет.